# Antônio Cardoso
Antônio Cardoso là một đô thị thuộc bang Bahia, Brasil. Đô thị này có diện tích 293,22 km², dân số năm 2007 là 12110 người, mật độ 41,3 người/km².